# Góry Strachanowskie
Góry Strachanowskie – dawna nazwa części folwarku oraz wsi Wroniawy położona w województwie łódzkim, w powiecie sieradzkim, w gminie Goszczanów. Pod koniec XIX wieku  zajmowały 193 mórg zagajników sosnowych i dębowych. XIX-wieczne księgi metrykalne goszczanowskiej parafii wymieniają Góry Strachanowskie jako miejsce zamieszkania osób w nich wspomnianych, jednak nie są one wspomniane w żadnym z historycznie prowadzonych spisów ludności.

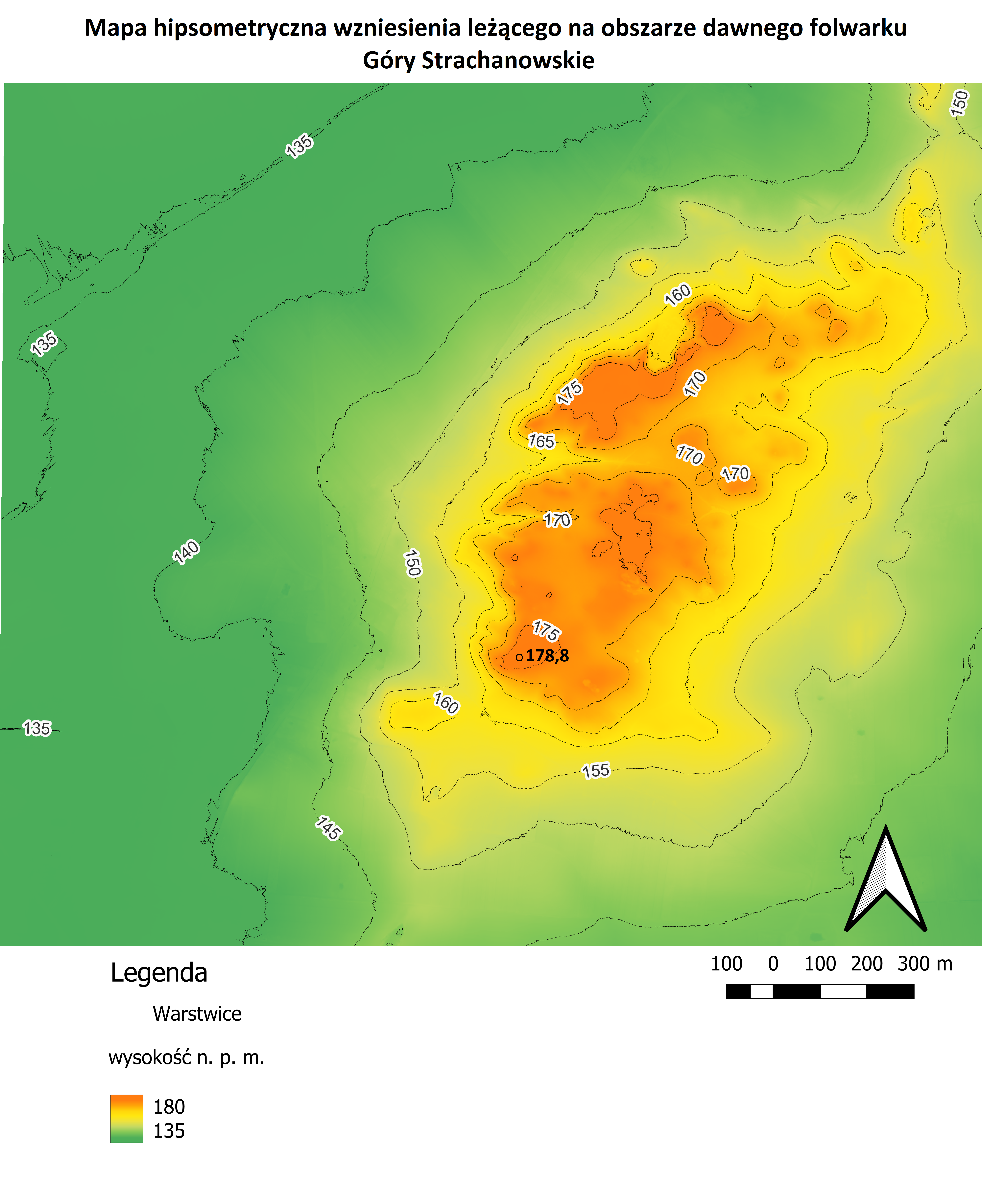

Nazwa ta funkcjonowała co najmniej od końca wieku XVIII.
W latach 1975–1998 Góry Strachanowskie administracyjnie należały do województwa sieradzkiego.